# Spelartrupper under världsmästerskapet i fotboll 1958
Världsmästerskapet i fotboll 1958: Spelartrupper

## Grupp 1

### Västtyskland
Förbundskapten: Sepp Herberger
| Nr | Pos. | Namn                    | Födelsedatum (ålder) | Matcher | Mål |          | Klubb              |
| -- | ---- | ----------------------- | -------------------- | ------- | --- | -------- | ------------------ |
| 1  | MV   | Fritz Herkenrath        | 9 september 1928     | 15      |     | Tyskland | Rot-Weiss Essen    |
| 2  | F    | Herbert Erhardt         | 6 juli 1930          | 17      |     | Tyskland | Greuther Fürth     |
| 3  | F    | Erich Juskowiak         | 7 september 1926     | 20      |     | Tyskland | Fortuna Düsseldorf |
| 4  | MF   | Horst Eckel             | 8 februari 1932      | 27      |     | Tyskland | Kaiserslautern     |
| 5  | F    | Heinz Wewers            | 27 juli 1927         | 11      |     | Tyskland | Rot-Weiss Essen    |
| 6  | MF   | Horst Szymaniak         | 29 augusti 1934      | 9       |     | Tyskland | Wuppertaler SV     |
| 7  | F    | Georg Stollenwerk       | 19 december 1930     | 8       |     | Tyskland | FC Köln            |
| 8  | A    | Helmut Rahn             | 16 augusti 1929      | 22      |     | Tyskland | Rot-Weiss Essen    |
| 9  | MF   | Fritz Walter            | 31 oktober 1920      | 56      |     | Tyskland | Kaiserslautern     |
| 10 | A    | Aki Schmidt             | 5 september 1935     | 7       |     | Tyskland | Borussia Dortmund  |
| 11 | A    | Hans Schäfer            | 19 oktober 1927      | 27      |     | Tyskland | FC Köln            |
| 12 | A    | Uwe Seeler              | 5 november 1936      | 4       |     | Tyskland | Hamburger SV       |
| 13 | A    | Bernhard Klodt          | 26 oktober 1926      | 16      |     | Tyskland | Schalke 04         |
| 14 | A    | Hans Cieslarczyk        | 3 maj 1937           | 3       |     | Tyskland | SV Sodingen        |
| 15 | A    | Alfred Kelbassa         | 21 april 1925        | 5       |     | Tyskland | Borussia Dortmund  |
| 16 | A    | Hans Sturm              | 3 september 1935     | 1       |     | Tyskland | FC Köln            |
| 17 | F    | Karl-Heinz Schnellinger | 31 mars 1939         | 1       |     | Tyskland | SG Düren 99        |
| 18 | MF   | Rudi Hoffmann*          | 11 februari 1935     | 1       |     | Tyskland | VfB Stuttgart      |
| 19 | MF   | Wolfgang Peters*        | 8 januari 1929       | 1       |     | Tyskland | Borussia Dortmund  |
| 20 | F    | Hermann Nuber*          | 10 oktober 1935      | 0       |     | Tyskland | Kickers Offenbach  |
| 21 | MV   | Günter Sawitzki*        | 22 november 1932     | 4       |     | Tyskland | VfB Stuttgart      |
| 22 | MV   | Heinz Kwiatkowski       | 16 juli 1926         | 3       |     | Tyskland | Borussia Dortmund  |

- Spelare med nummer 18-21 reste aldrig till Sverige.

### Nordirland
Förbundskapten: Peter Doherty
| Nr | Pos. | Namn               | Födelsedatum (ålder) | Matcher | Mål |            | Klubb             |
| -- | ---- | ------------------ | -------------------- | ------- | --- | ---------- | ----------------- |
| 1  | MV   | Harry Gregg        | 25 oktober 1932      |         |     | England    | Manchester United |
| 2  | F    | Willie Cunningham  | 20 februari 1930     |         |     | England    | Leicester City    |
| 3  | F    | Alf McMichael      | 1 oktober 1927       |         |     | England    | Newcastle United  |
| 4  | MF   | Danny Blanchflower | 10 februari 1926     |         |     | England    | Tottenham Hotspur |
| 5  | F    | Dick Keith         | 15 maj 1933          |         |     | England    | Newcastle United  |
| 6  | MF   | Bertie Peacock     | 29 september 1928    |         |     | Skottland  | Celtic            |
| 7  | A    | Billy Bingham      | 5 augusti 1931       |         |     | England    | Sunderland        |
| 8  | A    | Wilbur Cush        | 10 juni 1928         |         |     | England    | Leeds United      |
| 9  | A    | Billy Simpson      | 12 december 1929     |         |     | Skottland  | Rangers           |
| 10 | A    | Jimmy McIlroy      | 25 oktober 1931      |         |     | England    | Burnley           |
| 11 | A    | Peter McParland    | 25 april 1934        |         |     | England    | Aston Villa       |
| 12 | MV   | Norman Uprichard   | 20 april 1928        |         |     | England    | Portsmouth        |
| 13 | A    | Tommy Casey        | 11 mars 1930         |         |     | England    | Newcastle United  |
| 14 | A    | Jackie Scott       | 22 december 1933     |         |     | England    | Grimsby Town      |
| 15 | A    | Sammy McCrory      | 11 oktober 1924      |         |     | England    | Southend United   |
| 16 | A    | Derek Dougan       | 20 januari 1938      |         |     | England    | Portsmouth        |
| 17 | A    | Fay Coyle          | 1 april 1933         |         |     | England    | Nottingham Forest |
| 18 | MV   | Roy Rea*           | 28 november 1934     |         |     | Nordirland | Glenavon          |
| 19 | F    | Len Graham*        | 17 oktober 1925      |         |     | England    | Doncaster Rovers  |
| 20 | MF   | Sammy Chapman*     | 16 februari 1938     |         |     | England    | Portsmouth        |
| 21 | F    | Tommy Hamill*      | 10 juli 1933         |         |     | Nordirland | Linfield          |
| 22 | A    | Bobby Trainor*     | 25 april 1934        |         |     | Nordirland | Coleraine         |

- Spelare med nummer 18-22 reste aldrig till Sverige.

### Tjeckoslovakien
Förbundskapten: Karel Kolský
| Nr | Pos. | Namn               | Födelsedatum (ålder) | Matcher | Mål |          | Klubb                 |
| -- | ---- | ------------------ | -------------------- | ------- | --- | -------- | --------------------- |
| 1  | MV   | Imrich Stacho      | 4 november 1931      | 13      |     | Tjeckien | Spartak Trnava        |
| 2  | F    | Gustav Mráz        | 11 september 1934    | 2       |     | Tjeckien | CH Bratislava         |
| 3  | MF   | Jiří Čadek         | 7 december 1935      | 2       |     | Tjeckien | Dukla Prag            |
| 4  | F    | Ladislav Novák     | 5 december 1930      | 33      |     | Tjeckien | Dukla Prag            |
| 5  | MF   | Josef Masopust     | 9 februari 1931      | 18      |     | Tjeckien | Dukla Prag            |
| 6  | F    | Svatospluk Pluskal | 28 oktober 1930      | 19      |     | Tjeckien | Dukla Prag            |
| 7  | A    | Kazimír Gajdoš     | 28 mars 1934         | 4       |     | Tjeckien | CH Bratislava         |
| 8  | A    | Milan Dvořák       | 19 november 1934     | 6       |     | Tjeckien | Dukla Prag            |
| 9  | A    | Pavol Molnár       | 13 februari 1936     | 7       |     | Tjeckien | CH Bratislava         |
| 10 | A    | Jaroslav Borovička | 26 januari 1931      | 15      |     | Tjeckien | Dukla Prag            |
| 11 | A    | Tadeáš Kraus       | 22 oktober 1932      | 21      |     | Tjeckien | Spartak Prag Sokolovo |
| 12 | F    | Zdeněk Zikán       | 10 november 1937     | 1       |     | Tjeckien | Dukla Pardubice       |
| 13 | A    | Václav Hovorka     | 19 september 1931    | 1       |     | Tjeckien | Dynamo Prag           |
| 14 | A    | Jiří Feureisl      | 3 oktober 1931       | 8       |     | Tjeckien | Slavia Karlovy Vary   |
| 15 | A    | Jan Hertl          | 23 januari 1929      | 22      |     | Tjeckien | Spartak Prag Sokolovo |
| 16 | F    | Ján Popluhár       | 12 september 1935    | 0       |     | Tjeckien | Slovan Bratislava     |
| 17 | F    | Titus Buberník     | 12 oktober 1933      | 0       |     | Tjeckien | CH Bratislava         |
| 18 | MF   | Adolf Scherer      | 5 maj 1938           | 0       |     | Tjeckien | CH Bratislava         |
| 19 | MV   | Břetislav Dolejší  | 26 september 1928    | 13      |     | Tjeckien | Dynamo Prag           |
| 20 | MF   | Anton Moravčík     | 3 juni 1931          | 19      |     | Tjeckien | Slovan Bratislava     |
| 21 | F    | František Šafránek | 2 januari 1931       | 13      |     | Tjeckien | Dukla Prag            |
| 22 | MV   | Viliam Schrojf     | 2 augusti 1931       | 7       |     | Tjeckien | Slovan Bratislava     |

### Argentina
Förbundskapten: Guillermo Stábile
| Nr | Pos. | Namn                    | Födelsedatum (ålder) | Matcher | Mål |           | Klubb                   |
| -- | ---- | ----------------------- | -------------------- | ------- | --- | --------- | ----------------------- |
| 1  | MV   | Amadeo Carrizo          | 12 maj 1926          |         |     | Argentina | River Plate             |
| 2  | MF   | Pedro Dellacha          | 9 juli 1926          |         |     | Argentina | Racing Club             |
| 3  | F    | Federico Vairo          | 27 januari 1931      |         |     | Argentina | River Plate             |
| 4  | F    | Juan Francisco Lombardo | 11 juni 1925         |         |     | Argentina | Boca Juniors            |
| 5  | F    | Néstor Rossi            | 10 maj 1925          |         |     | Argentina | River Plate             |
| 6  | MF   | José Varacka            | 27 maj 1932          |         |     | Argentina | Independiente           |
| 7  | A    | Omar Oreste Corbatta    | 11 mars 1936         |         |     | Argentina | Racing Club             |
| 8  | A    | Eliseo Prado            | 17 september 1929    |         |     | Argentina | River Plate             |
| 9  | A    | Norbert Menéndez        | 14 december 1936     |         |     | Argentina | River Plate             |
| 10 | A    | Alfredo Rojas           | 20 februari 1937     |         |     | Argentina | Lanús                   |
| 11 | A    | Ángel Labruna           | 28 september 1918    |         |     | Argentina | River Plate             |
| 12 | MV   | Julio Musimessi         | 9 juli 1924          |         |     | Argentina | Boda Juniors            |
| 13 | F    | Alfredo Pérez           | 10 april 1929        |         |     | Argentina | River Plate             |
| 14 | F    | Federico Edwards        | 25 januari 1931      |         |     | Argentina | Boca Juniors            |
| 15 | F    | David Acevedo           | 20 februari 1937     |         |     | Argentina | Independiente           |
| 16 | MF   | Eliseo Mouriño          | 3 juni 1927          |         |     | Argentina | Boca Juniors            |
| 17 | F    | José Ramos Delgado      | 25 augusti 1935      |         |     | Argentina | Club Atlético Lanús     |
| 18 | A    | Norberto Boggio         | 11 augusti 1931      |         |     | Argentina | San Lorenzo             |
| 19 | A    | Ludovico Avio           | 6 oktober 1932       |         |     | Argentina | Vélez Sarsfield         |
| 20 | A    | Ricardo Infante         | 21 juni 1924         |         |     | Argentina | Estudiantes de La Plata |
| 21 | A    | José Sanfilippo         | 4 maj 1935           |         |     | Argentina | San Lorenzo             |
| 22 | A    | Osvaldo Cruz            | 29 maj 1931          |         |     | Argentina | Independiente           |

## Grupp 2

### Frankrike
Förbundskapten: Paul Nicolas
| Nr | Pos. | Namn                | Födelsedatum (ålder) | Matcher | Mål |           | Klubb          |
| -- | ---- | ------------------- | -------------------- | ------- | --- | --------- | -------------- |
| 1  | MV   | Claude Abbes        | 24 maj 1927          | 3       |     | Frankrike | Saint-Étienne  |
| 2  | MV   | Dominique Colonna   | 4 september 1928     | 3       |     | Frankrike | Stade de Reims |
| 3  | MV   | François Remetter   | 8 augusti 1928       | 23      |     | Frankrike | Bordeaux       |
| 4  | F    | Raymond Kaelbel     | 31 januari 1932      | 17      |     | Frankrike | AS Monaco      |
| 5  | F    | André Lerond        | 6 december 1930      | 4       |     | Frankrike | Lyon           |
| 6  | F    | Roger Marche        | 5 mars 1924          | 55      |     | Frankrike | RC Paris       |
| 7  | F    | Robert Mouynet      | 25 mars 1930         | 0       |     | Frankrike | Lyon           |
| 8  | MF   | Bernard Chiarelli   | 24 februari 1934     | 1       |     | Frankrike | Valenciennes   |
| 9  | MF   | Kazimir Hnatow      | 9 januari 1929       | 0       |     | Frankrike | Angers         |
| 10 | MF   | Robert Jonquet      | 3 maj 1925           | 46      |     | Frankrike | Stade de Reims |
| 11 | MF   | Maurice Lafont      | 13 september 1927    | 0       |     | Frankrike | Nîmes          |
| 12 | MF   | Jean-Jacques Marcel | 13 juni 1931         | 25      |     | Frankrike | Marseille      |
| 13 | F    | Armand Penverne     | 26 november 1926     | 26      |     | Frankrike | Stade de Reims |
| 14 | MF   | Raymond Bellot      | 9 juni 1929          | 0       |     | Frankrike | AS Monaco      |
| 15 | A    | Stéphane Bruey      | 11 december 1932     | 2       |     | Frankrike | Angers         |
| 16 | A    | Yvon Douis          | 16 maj 1935          | 3       |     | Frankrike | Lille          |
| 17 | A    | Just Fontaine       | 18 juli 1933         | 5       |     | Frankrike | Stade de Reims |
| 18 | MF   | Raymond Kopa        | 13 oktober 1931      | 24      |     | Spanien   | Real Madrid    |
| 19 | MF   | Célestin Oliver     | 12 juli 1930         | 5       |     | Frankrike | Sedan-Torcy    |
| 20 | A    | Roger Piantoni      | 26 december 1931     | 25      |     | Frankrike | Stade de Reims |
| 21 | A    | Jean Vincent        | 29 november 1930     | 22      |     | Frankrike | Stade de Reims |
| 22 | A    | Maryan Wisnieski    | 1 februari 1937      | 9       |     | Frankrike | Lens           |

### Jugoslavien
Förbundskapten: Aleksandar Tirnanić
| Nr | Pos. | Namn                 | Födelsedatum (ålder) | Matcher | Mål |                                                 | Klubb                |
| -- | ---- | -------------------- | -------------------- | ------- | --- | ----------------------------------------------- | -------------------- |
| 1  | MV   | Vladimir Beara       | 2 november 1928      | 53      |     | Socialistiska federativa republiken Jugoslavien | Röda Stjärnan        |
| 2  | MV   | Srboljub Krivokuća   | 14 mars 1928         | 4       |     | Socialistiska federativa republiken Jugoslavien | Vojvodina Novi Sad   |
| 3  | F    | Vasilije Šijaković   | 2 augusti 1929       | 3       |     | Socialistiska federativa republiken Jugoslavien | OFK Beograd          |
| 4  | MF   | Tomislav Crnković    | 17 juni 1929         | 38      |     | Socialistiska federativa republiken Jugoslavien | Dinamo Zagreb        |
| 5  | F    | Novak Tomić          | 7 januari 1936       | 0       |     | Socialistiska federativa republiken Jugoslavien | Röda Stjärnan        |
| 6  | F    | Branko Zebec         | 17 maj 1929          | 48      |     | Socialistiska federativa republiken Jugoslavien | Partizan Belgrad     |
| 7  | A    | Miloš Milutinović    | 5 februari 1933      | 30      |     | Socialistiska federativa republiken Jugoslavien | Partizan Belgrad     |
| 8  | MF   | Dobrosav Krstić      | 5 februari 1932      | 22      |     | Socialistiska federativa republiken Jugoslavien | Vojvodina Novi Sad   |
| 9  | MF   | Vujadin Boškov       | 16 maj 1931          | 53      |     | Socialistiska federativa republiken Jugoslavien | Vojvodina Novi Sad   |
| 10 | MF   | Ivan Šantek          | 23 april 1932        | 5       |     | Socialistiska federativa republiken Jugoslavien | Dinamo Zagreb        |
| 11 | F    | Vladimir Popović     | 17 mars 1935         | 1       |     | Socialistiska federativa republiken Jugoslavien | Röda Stjärnan        |
| 12 | A    | Aleksandar Petaković | 6 augusti 1932       | 11      |     | Socialistiska federativa republiken Jugoslavien | Radnički Belgrad     |
| 13 | A    | Todor Veselinović    | 22 oktober 1930      | 26      |     | Socialistiska federativa republiken Jugoslavien | Vojvodina Novi Sad   |
| 14 | F    | Milorad Milutinović  | 5 februari 1933      |         |     | Socialistiska federativa republiken Jugoslavien | Partizan Belgrad     |
| 15 | MF   | Dragoslav Šekularac  | 8 november 1937      | 5       |     | Socialistiska federativa republiken Jugoslavien | Röda Stjärnan        |
| 16 | A    | Ilijas Pašić         | 10 maj 1934          | 7       |     | Socialistiska federativa republiken Jugoslavien | Željeznićar Sarajevo |
| 17 | MF   | Zdravko Rajkov       | 5 december 1927      | 24      |     | Socialistiska federativa republiken Jugoslavien | Vojvodina Novi Sad   |
| 18 | A    | Luka Lipošinović     | 12 maj 1932          | 6       |     | Socialistiska federativa republiken Jugoslavien | Dinamo Zagreb        |
| 19 | A    | Radivoje Ognjanović  | 1 juli 1933          | 1       |     | Socialistiska federativa republiken Jugoslavien | Radnički Belgrad     |
| 20 | MV   | Gordan Irović        | 2 juli 1934          | 0       |     | Socialistiska federativa republiken Jugoslavien | Dinamo Zagreb        |
| 21 | F    | Nikola Radović       | 20 oktober 1932      | 3       |     | Socialistiska federativa republiken Jugoslavien | Röda Stjärnan        |
| 22 | A    | Dražan Jerković      | 6 augusti 1936       | 0       |     | Socialistiska federativa republiken Jugoslavien | Dinamo Zagreb        |

### Paraguay
Förbundskapten: Aurelio González
| Nr | Pos. | Namn                 | Födelsedatum (ålder) | Matcher | Mål |          | Klubb            |
| -- | ---- | -------------------- | -------------------- | ------- | --- | -------- | ---------------- |
| 1  | MV   | Ramón Mayeregger     | 26 februari 1934     |         |     | Paraguay | Nacional         |
| 2  | F    | Edelmiro Arévalo     | 7 januari 1929       |         |     | Paraguay | Olimpia          |
| 3  | MF   | Juan Vicente Lezcano | 5 april 1937         |         |     | Paraguay | Olimpia          |
| 4  | F    | Ignacio Achúcarro    | 31 juli 1936         |         |     | Paraguay | Olimpia          |
| 5  | MF   | Salvador Villalba    | 29 augusti 1924      |         |     | Paraguay | Libertad         |
| 6  | F    | Eligio Echagüe       | 31 december 1938     |         |     | Paraguay | Olimpia          |
| 7  | A    | Juan Bautista Agüero | 24 juni 1935         |         |     | Paraguay | Olimpia          |
| 8  | A    | José Parodi          | 30 augusti 1932      |         |     | Paraguay | Olimpia          |
| 9  | A    | Jorge Lino Romero    | 23 september 1937    |         |     | Paraguay | Sol de América   |
| 10 | A    | Oscar Aguilera       | 11 mars 1935         |         |     | Paraguay | Olimpia          |
| 11 | A    | Florencio Amarilla   | 3 januari 1935       |         |     | Paraguay | Nacional         |
| 12 | MV   | Samuel Aguilar       | 16 mars 1933         |         |     | Paraguay | Libertad         |
| 13 | F    | Luis Gini            | 31 oktober 1935      |         |     | Paraguay | Sol de América   |
| 14 | F    | Darío Segovia        | 18 mars 1932         |         |     | Paraguay | Sol de América   |
| 15 | MF   | Luis Santos Silva    |                      |         |     | Paraguay | Cerro Porteño    |
| 16 | A    | Claudio Lezcano      |                      |         |     | Paraguay | Olimpia          |
| 17 | F    | Agustín Miranda      | 1 januari 1930       |         |     | Paraguay | Cerro Porteño    |
| 18 | A    | Gilberto Penayo      | 3 april 1933         |         |     | Paraguay | Sol de América   |
| 19 | A    | Eliseo Insfrán       | 27 oktober 1935      |         |     | Paraguay | Guaraní          |
| 20 | A    | José Raúl Aveiro     | 18 juli 1936         |         |     | Paraguay | Sportivo Luqueño |
| 21 | A    | Cayetano Ré          | 7 februari 1938      |         |     | Paraguay | Cerro Porteño    |
| 22 | A    | Eligio Insfrán       | 27 oktober 1935      |         |     | Paraguay | Guaraní          |

### Skottland
Förbundskapten: Dawson Walker
| Nr | Pos. | Namn             | Födelsedatum (ålder) | Matcher | Mål |           | Klubb               |
| -- | ---- | ---------------- | -------------------- | ------- | --- | --------- | ------------------- |
| 1  | MV   | Tommy Younger    | 10 april 1930        | 22      |     | England   | Liverpool           |
| 2  | F    | Tommy Docherty   | 24 augusti 1928      | 22      |     | England   | Preston North End   |
| 3  | F    | Alex Parker      | 2 augusti 1935       | 14      |     | England   | Everton             |
| 4  | F    | Eric Caldow      | 14 maj 1934          | 10      |     | Skottland | Rangers FC          |
| 5  | F    | John Hewie       | 13 december 1927     | 12      |     | England   | Charlton Athletic   |
| 6  | MF   | Harry Haddock    | 26 juli 1925         | 6       |     | Skottland | Clyde               |
| 7  | F    | Ian McColl       | 7 juni 1927          | 14      |     | Skottland | Rangers             |
| 8  | A    | Eddie Turnbull   | 12 april 1923        | 5       |     | Skottland | Hibernian           |
| 9  | MF   | Bobby Evans      | 16 juli 1927         | 34      |     | Skottland | Celtic              |
| 10 | MF   | Doug Cowie       | 1 maj 1926           | 18      |     | Skottland | Dundee              |
| 11 | MF   | Dave Mackay      | 14 november 1934     | 1       |     | Skottland | Heart of Midlothian |
| 12 | MV   | Bill Brown       | 8 oktober 1931       | 0       |     | Skottland | Dundee              |
| 13 | F    | Sammy Baird      | 13 maj 1930          | 6       |     | Skottland | Rangers             |
| 14 | F    | Graham Leggat    | 20 juni 1934         | 5       |     | Skottland | Aberdeen            |
| 15 | A    | Alex Scott       | 22 november 1937     | 5       |     | Skottland | Rangers             |
| 16 | A    | Jimmy Murray     | 4 februari 1933      | 3       |     | Skottland | Heart of Midlothian |
| 17 | MF   | Jackie Mudie     | 10 april 1930        | 14      |     | England   | Blackpool           |
| 18 | A    | John Coyle       | 28 september 1932    | 0       |     | Skottland | Clyde               |
| 19 | MF   | Bobby Collins    | 16 februari 1931     | 19      |     | Skottland | Celtic              |
| 20 | A    | Archie Robertson | 15 september 1929    | 4       |     | Skottland | Clyde               |
| 21 | MF   | Stewart Imlach   | 6 januari 1932       | 2       |     | England   | Nottingham Forest   |
| 22 | A    | Willie Fernie    | 22 november 1928     | 11      |     | Skottland | Celtic              |

## Grupp 3

### Sverige
Förbundskapten:  George Raynor
| Nr | Pos. | Namn               | Födelsedatum (ålder) | Matcher | Mål |         | Klubb           |
| -- | ---- | ------------------ | -------------------- | ------- | --- | ------- | --------------- |
| 1  | MV   | Kalle Svensson     | 11 november 1925     | 67      |     | Sverige | Helsingborgs IF |
| 2  | F    | Orvar Bergmark     | 16 november 1930     | 37      |     | Sverige | Örebro SK       |
| 3  | F    | Sven Axbom         | 15 oktober 1926      | 16      |     | Sverige | IFK Norrköping  |
| 4  | MF   | Nils Liedholm      | 8 oktober 1922       | 18      |     | Italien | Milan           |
| 5  | MF   | Åke Johansson      | 19 mars 1928         | 16      |     | Sverige | IFK Norrköping  |
| 6  | MF   | Sigge Parling      | 26 mars 1930         | 11      |     | Sverige | Djurgårdens IF  |
| 7  | A    | Kurt Hamrin        | 19 november 1934     | 20      |     | Italien | Padova          |
| 8  | A    | Gunnar Gren        | 31 oktober 1920      | 49      |     | Sverige | Örgryte IS      |
| 9  | A    | Agne Simonsson     | 19 oktober 1935      | 3       |     | Sverige | Örgryte IS      |
| 10 | A    | Arne Selmosson     | 29 mars 1931         | 1       |     | Italien | Lazio           |
| 11 | A    | Lennart Skoglund   | 24 december 1929     | 4       |     | Italien | Inter           |
| 12 | MV   | Tore Svensson      | 6 december 1927      | 1       |     | Sverige | Malmö FF        |
| 13 | F    | Prawitz Öberg      | 16 november 1930     | 2       |     | Sverige | Malmö FF        |
| 14 | MF   | Bengt Gustavsson   | 15 januari 1928      | 42      |     | Italien | Atalanta        |
| 15 | MF   | Reino Börjesson    | 4 februari 1929      | 3       |     | Sverige | Norrby IF       |
| 16 | MV   | Ingemar Haraldsson | 3 februari 1928      | 0       |     | Sverige | IF Elfsborg     |
| 17 | MF   | Olle Håkansson     | 22 februari 1927     | 7       |     | Sverige | IFK Norrköping  |
| 18 | A    | Gösta Löfgren      | 29 augusti 1923      | 38      |     | Sverige | Motala AIF      |
| 19 | A    | Henry Källgren     | 13 mars 1931         | 5       |     | Sverige | IFK Norrköping  |
| 20 | A    | Bror Mellberg      | 9 december 1923      | 3       |     | Sverige | AIK             |
| 21 | A    | Bengt Berndtsson   | 26 januari 1933      | 4       |     | Sverige | IFK Göteborg    |
| 22 | A    | Owe Ohlsson        | 19 augusti 1938      | 1       |     | Sverige | IFK Göteborg    |

### Wales
Förbundskapten: Jimmy Murphy
| Nr | Pos. | Namn              | Födelsedatum (ålder)      | Matcher | Mål |         | Klubb                |
| -- | ---- | ----------------- | ------------------------- | ------- | --- | ------- | -------------------- |
| 1  | MV   | Jack Kelsey       | 19 november 1929 (28 år)  | 20      |     | England | Arsenal              |
| 2  | F    | Stuart Williams   | 9 juli 1930 (27 år)       | 11      |     | England | West Bromwich Albion |
| 3  | F    | Mel Hopkins       | 7 november 1934 (23 år)   | 13      |     | England | Tottenham Hotspur    |
| 4  | F    | Derrick Sullivan  | 10 augusti 1930 (27 år)   | 9       |     | Wales   | Cardiff City         |
| 5  | MF   | Mel Charles       | 14 maj 1935 (23 år)       | 14      |     | Wales   | Swansea Town         |
| 6  | MF   | Dave Bowen        | 7 juni 1928 (30 år)       | 11      |     | England | Arsenal              |
| 7  | A    | Terry Medwin      | 25 september 1932 (25 år) | 14      |     | England | Tottenham Hotspur    |
| 8  | A    | Ron Hewitt        | 21 juni 1928 (29 år)      | 2       |     | Wales   | Cardiff City         |
| 9  | A    | John Charles      | 27 december 1931 (26 år)  | 25      |     | Italien | Juventus             |
| 10 | A    | Ivor Allchurch    | 16 oktober 1929 (28 år)   | 30      |     | Wales   | Swansea Town         |
| 11 | A    | Cliff Jones       | 7 februari 1935 (23 år)   | 17      |     | England | Tottenham Hotspur    |
| 12 | MV   | Ken Jones         | 2 januari 1936 (22 år)    | 0       |     | Wales   | Cardiff City         |
| 13 | MV   | Graham Vearncombe | 28 mars 1934 (24 år)      | 1       |     | Wales   | Cardiff City         |
| 14 | F    | Trevor Edwards    | 24 januari 1937 (21 år)   | 0       |     | England | Charlton Athletic    |
| 15 | F    | Colin Baker       | 18 december 1934 (23 år)  | 0       |     | Wales   | Cardiff City         |
| 16 | MF   | Vic Crowe         | 31 januari 1932 (26 år)   | 0       |     | England | Aston Villa          |
| 17 | A    | Ken Leek          | 26 juli 1935 (22 år)      | 0       |     | England | Leicester City       |
| 18 | A    | Roy Vernon        | 16 april 1937 (21 år)     | 7       |     | England | Blackburn Rovers     |
| 19 | A    | Colin Webster     | 17 juli 1932 (25 år)      | 1       |     | England | Manchester United    |
| 20 | MF   | John Elsworthy    | 26 juli 1931 (26 år)      |         |     | England | Ipswich Town         |
| 21 | MF   | Len Allchurch     | 12 september 1933 (24 år) | 6       |     | Wales   | Swansea Town         |
| 22 | MF   | George Baker      | 6 april 1934 (24 år)      | 0       |     | England | Plymouth Argyle      |

### Ungern
Förbundskapten: Lajos Baróti
| Nr | Pos. | Namn                | Födelsedatum (ålder) | Matcher | Mål |        | Klubb             |
| -- | ---- | ------------------- | -------------------- | ------- | --- | ------ | ----------------- |
| 1  | MV   | Gyula Grosics       | 4 februari 1926      | 52      |     | Ungern | Tatabánya Bányász |
| 2  | F    | Sándor Mátrai       | 20 november 1932     | 10      |     | Ungern | Ferencváros       |
| 3  | F    | Ferenc Sipos        | 13 december 1932     | 7       |     | Ungern | MTK               |
| 4  | F    | László Sárosi       | 27 februari 1932     | 5       |     | Ungern | Vasas             |
| 5  | F    | József Bozsik       | 28 november 1925     | 88      |     | Ungern | Budapest Honvéd   |
| 6  | MF   | Pál Berendi         | 30 november 1932     | 15      |     | Ungern | Vasas             |
| 7  | MF   | László Budai        | 19 juli 1928         | 31      |     | Ungern | Budapest Honvéd   |
| 8  | A    | Lajos Tichy         | 21 mars 1935         | 19      |     | Ungern | Budapest Honvéd   |
| 9  | A    | Nándor Hidegkuti    | 3 mars 1922          | 67      |     | Ungern | MTK               |
| 10 | A    | Dezső Bundzsák      | 3 maj 1928           | 6       |     | Ungern | Vasas             |
| 11 | A    | Károly Sándor       | 29 november 1928     | 29      |     | Ungern | MTK               |
| 12 | F    | Béla Kárpáti        | 30 september 1929    | 17      |     | Ungern | Vasas             |
| 13 | F    | Oszkár Szigeti      | 10 september 1933    | 1       |     | Ungern | Diósgyőri VTK     |
| 14 | A    | Ferenc Szojka       | 7 april 1931         | 23      |     | Ungern | Salgótarjáni      |
| 15 | MF   | Antal Kotász        | 1 september 1929     | 15      |     | Ungern | Budapest Honvéd   |
| 16 | A    | László Lachos       | 17 januari 1933      | 0       |     | Ungern | Tatabánya Bányász |
| 17 | A    | Mihály Vasas        | 14 september 1933    | 1       |     | Ungern | Salgótarjáni      |
| 18 | A    | Tivadar Monostori   | 24 augusti 1936      | 1       |     | Ungern | Dorogi            |
| 19 | A    | Zoltán Friedmanszky | 22 oktober 1934      | 0       |     | Ungern | Ferencváros       |
| 20 | A    | József Bencsics     | 6 augusti 1933       | 1       |     | Ungern | Újpest Dózsa      |
| 21 | A    | Máté Fenyvesi       | 20 september 1933    | 18      |     | Ungern | Ferencváros       |
| 22 | MV   | István Ilku         | 6 mars 1933          | 4       |     | Ungern | Dorogi            |

### Mexiko
Förbundskapten:  Antonio López Herranz
| Nr | Pos. | Namn                        | Födelsedatum (ålder) | Matcher | Mål |        | Klubb            |
| -- | ---- | --------------------------- | -------------------- | ------- | --- | ------ | ---------------- |
| 1  | MV   | Antonio Carbajal            | 7 juni 1929          |         |     | Mexiko | Club León        |
| 2  | F    | Jesús del Muro              | 30 november 1937     |         |     | Mexiko | Club Atlas       |
| 3  | MF   | Jorge Romo                  | 20 april 1934        |         |     | Mexiko | Deportivo Toluca |
| 4  | F    | José Villegas               | 20 juni 1934         |         |     | Mexiko | Guadalajara      |
| 5  | F    | Alfonso Portugal            | 21 januari 1934      |         |     | Mexiko | Necaxa           |
| 6  | MF   | Francisco Flores            | 12 februari 1926     |         |     | Mexiko | Guadalajara      |
| 7  | MF   | Alfredo Hernández           | 18 juni 1935         |         |     | Mexiko | Club León        |
| 8  | A    | Salvador Reyes              | 20 september 1936    |         |     | Mexiko | Guadalajara      |
| 9  | A    | Carlos Calderón de la Barca | 2 oktober 1934       |         |     | Mexiko | Atlante          |
| 10 | A    | Crescencio Gutiérrez        | 26 oktober 1933      |         |     | Mexiko | Guadalajara      |
| 11 | A    | Enrique Sesma               | 22 april 1927        |         |     | Mexiko | Deportivo Toluca |
| 12 | MV   | Manuel Camacho              | 29 april 1929        |         |     | Mexiko | Deportivo Toluca |
| 13 | MV   | Jaime Gómez                 | 29 december 1929     |         |     | Mexiko | Guadalajara      |
| 14 | A    | Miguel Gutiérrez            | 7 maj 1931           |         |     | Mexiko | Club Atlas       |
| 15 | MF   | Guillermo Sepúlveda         | 28 februari 1934     |         |     | Mexiko | Guadalajara      |
| 16 | F    | José Antonio Roca           | 24 maj 1928          |         |     | Mexiko | Zacatepec        |
| 17 | F    | Raúl Cárdenas               | 30 oktober 1928      |         |     | Mexiko | Zacatepec        |
| 18 | MF   | Jaime Salazar               | 6 februari 1931      |         |     | Mexiko | Necaxa           |
| 19 | F    | Jaime Belmonte              | 8 oktober 1934       |         |     | Mexiko | CD Cuautla       |
| 20 | A    | Carlos Blanco               | 5 mars 1928          |         |     | Mexiko | Deportivo Toluca |
| 21 | A    | Ligorio López               | 18 augusti 1928      |         |     | Mexiko | Irapuato         |
| 22 | A    | Carlos González             | 12 april 1935        |         |     | Mexiko | Club Atlas       |

## Grupp 4

### Brasilien
Förbundskapten: Vicente Feola
| Nr | Pos. | Namn                 | Födelsedatum (ålder) | Matcher | Mål |           | Klubb         |
| -- | ---- | -------------------- | -------------------- | ------- | --- | --------- | ------------- |
| 1  | MV   | Carlos José Castilho | 27 november 1927     | 20      |     | Brasilien | Fluminense    |
| 2  | F    | Hilderaldo Bellini   | 7 juni 1930          | 8       |     | Brasilien | Vasco da Gama |
| 3  | MV   | Gilmar               | 22 augusti 1930      | 31      |     | Brasilien | Corinthians   |
| 4  | F    | Djalma Santos        | 27 februari 1929     | 47      |     | Brasilien | Portuguesa    |
| 5  | MF   | Dino Sani            | 23 maj 1932          | 5       |     | Brasilien | São Paulo     |
| 6  | MF   | Didí                 | 8 oktober 1929       | 41      |     | Brasilien | Botafogo      |
| 7  | A    | Mário Zagallo        | 9 augusti 1931       | 3       |     | Brasilien | Flamengo      |
| 8  | MF   | Oreco                | 13 juni 1932         | 9       |     | Brasilien | Corinthians   |
| 9  | MF   | Zózimo               | 19 juni 1932         | 26      |     | Brasilien | Bangu         |
| 10 | A    | Pelé                 | 23 oktober 1940      | 5       |     | Brasilien | Santos        |
| 11 | A    | Garrincha            | 28 oktober 1933      | 8       |     | Brasilien | Botafogo      |
| 12 | F    | Nílton Santos        | 16 maj 1925          | 46      |     | Brasilien | Botafogo      |
| 13 | MF   | Moacir               | 18 maj 1936          | 5       |     | Brasilien | Flamengo      |
| 14 | F    | De Sordi             | 14 februari 1931     | 14      |     | Brasilien | São Paulo     |
| 15 | F    | Orlando              | 20 september 1935    | 1       |     | Brasilien | Vasco da Gama |
| 16 | F    | Mauro Ramos          | 30 augusti 1930      | 10      |     | Brasilien | São Paulo     |
| 17 | A    | Joel Antônio Martins | 11 november 1931     | 11      |     | Brasilien | Flamengo      |
| 18 | A    | Mazzola              | 24 juli 1938         | 5       |     | Brasilien | Palmeiras     |
| 19 | MF   | Zito                 | 18 augusti 1932      | 3       |     | Brasilien | Santos        |
| 20 | A    | Vavá                 | 12 november 1934     | 3       |     | Brasilien | Vasco da Gama |
| 21 | A    | Dida                 | 26 mars 1934         | 3       |     | Brasilien | Flamengo      |
| 22 | A    | Pepe                 | 25 februari 1935     | 11      |     | Brasilien | Santos        |

### Sovjetunionen
Förbundskapten: Gavriil Kachalin
| Nr | Pos. | Namn                  | Födelsedatum (ålder) | Matcher | Mål |               | Klubb            |
| -- | ---- | --------------------- | -------------------- | ------- | --- | ------------- | ---------------- |
| 1  | MV   | Lev Jasjin            | 22 oktober 1929      | 22      |     | Sovjetunionen | Dynamo Moskva    |
| 2  | F    | Vladimir Kesarev      | 26 februari 1930     | 2       |     | Sovjetunionen | Dynamo Moskva    |
| 3  | MF   | Konstantin Krizhevsky | 20 februari 1926     | 9       |     | Sovjetunionen | Dynamo Moskva    |
| 4  | F    | Boris Kuznetsov       | 14 juli 1928         | 15      |     | Sovjetunionen | Dynamo Moskva    |
| 5  | F    | Yuriy Voynov          | 29 november 1931     | 9       |     | Sovjetunionen | Dynamo Kiev      |
| 6  | A    | Igor Netto            | 9 januari 1930       | 30      |     | Sovjetunionen | Spartak Moskva   |
| 7  | A    | German Apukhtin       | 12 juni 1936         | 2       |     | Sovjetunionen | CSKA Moskva      |
| 8  | A    | Valentin Ivanov       | 19 november 1934     | 15      |     | Sovjetunionen | Torpedo Moskva   |
| 9  | A    | Nikita Simonjan       | 12 oktober 1926      | 13      |     | Sovjetunionen | Spartak Moskva   |
| 10 | A    | Sergej Salnikov       | 13 september 1925    | 17      |     | Sovjetunionen | Spartak Moskva   |
| 11 | A    | Anatoli Ilyin         | 27 juni 1931         | 22      |     | Sovjetunionen | Spartak Moskva   |
| 12 | MV   | Vladimir Maslachenko  | 5 mars 1936          | 0       |     | Sovjetunionen | Lokomotiv Moskva |
| 13 | MV   | Vladimir Belyayev     | 15 september 1933    | 2       |     | Sovjetunionen | Dynamo Moskva    |
| 14 | F    | Leonīds Ostrovskis    | 17 januari 1936      | 0       |     | Sovjetunionen | Torpedo Moskva   |
| 15 | F    | Anatoli Maslyonkin    | 26 juni 1930         | 8       |     | Sovjetunionen | Spartak Moskva   |
| 16 | MF   | Viktor Tsaryov        | 2 juni 1931          | 1       |     | Sovjetunionen | Dynamo Moskva    |
| 17 | A    | Aleksandr Ivanov      | 14 april 1928        | 0       |     | Sovjetunionen | Zenit Leningrad  |
| 18 | A    | Valentin Bubukin      | 23 april 1933        | 0       |     | Sovjetunionen | Lokomotiv Moskva |
| 19 | A    | Gennadi Gusarov       | 11 mars 1937         | 0       |     | Sovjetunionen | Torpedo Moskva   |
| 20 | A    | Yuri Falin            | 2 april 1937         | 1       |     | Sovjetunionen | Torpedo Moskva   |
| 21 | A    | Genrikh Fedosov       | 6 december 1932      | 1       |     | Sovjetunionen | Dynamo Moskva    |
| 22 | F    | Vladimir Yerokhin     | 10 april 1930        | 0       |     | Sovjetunionen | Dynamo Kiev      |

### England
Förbundskapten: Walter Winterbottom
| Nr | Pos. | Namn            | Födelsedatum (ålder) | Matcher | Mål |         | Klubb                   |
| -- | ---- | --------------- | -------------------- | ------- | --- | ------- | ----------------------- |
| 1  | MV   | Colin McDonald  | 15 oktober 1930      | 1       |     | England | Burnley                 |
| 2  | F    | Don Howe        | 12 oktober 1935      | 7       |     | England | West Bromwich Albion    |
| 3  | F    | Tommy Banks     | 10 november 1929     | 1       |     | England | Bolton Wanderers        |
| 4  | MF   | Eddie Clamp     | 14 september 1934    | 1       |     | England | Wolverhampton Wanderers |
| 5  | MF   | Billy Wright    | 6 februari 1924      | 92      |     | England | Wolverhampton Wanderers |
| 6  | MF   | Bill Slater     | 29 april 1927        | 6       |     | England | Wolverhampton Wanderers |
| 7  | A    | Bryan Douglas   | 27 maj 1934          | 7       |     | England | Blackburn Rovers        |
| 8  | A    | Bobby Robson    | 18 februari 1933     | 2       |     | England | West Bromwich Albion    |
| 9  | A    | Derek Kevan     | 6 mars 1935          | 7       |     | England | West Bromwich Albion    |
| 10 | A    | Johnny Haynes   | 17 oktober 1934      | 20      |     | England | Fulham                  |
| 11 | A    | Tom Finney      | 5 april 1922         | 73      |     | England | Preston North End       |
| 12 | MV   | Eddie Hopkinson | 29 oktober 1935      | 6       |     | England | Bolton Wanderers        |
| 13 | MV   | Alan Hodgkinson | 16 augusti 1936      | 4       |     | England | Sheffield United        |
| 14 | F    | Peter Sillett   | 1 februari 1933      | 3       |     | England | Chelsea                 |
| 15 | F    | Ronnie Clayton  | 5 augusti 1934       | 20      |     | England | Blackburn Rovers        |
| 16 | F    | Maurice Norman  | 8 maj 1934           | 0       |     | England | Tottenham Hotspur       |
| 17 | A    | Peter Brabrook  | 8 november 1937      | 0       |     | England | Chelsea                 |
| 18 | A    | Peter Broadbent | 15 maj 1933          | 0       |     | England | Wolverhampton Wanderers |
| 19 | A    | Bobby Smith     | 22 februari 1933     | 0       |     | England | Tottenham Hotspur       |
| 20 | MF   | Bobby Charlton  | 11 oktober 1937      | 3       |     | England | Manchester United       |
| 21 | A    | Alan A'Court    | 30 september 1934    | 1       |     | England | Liverpool               |
| 22 | A    | Maurice Setters | 16 december 1936     | 0       |     | England | West Bromwich Albion    |